# تلفن خودرو

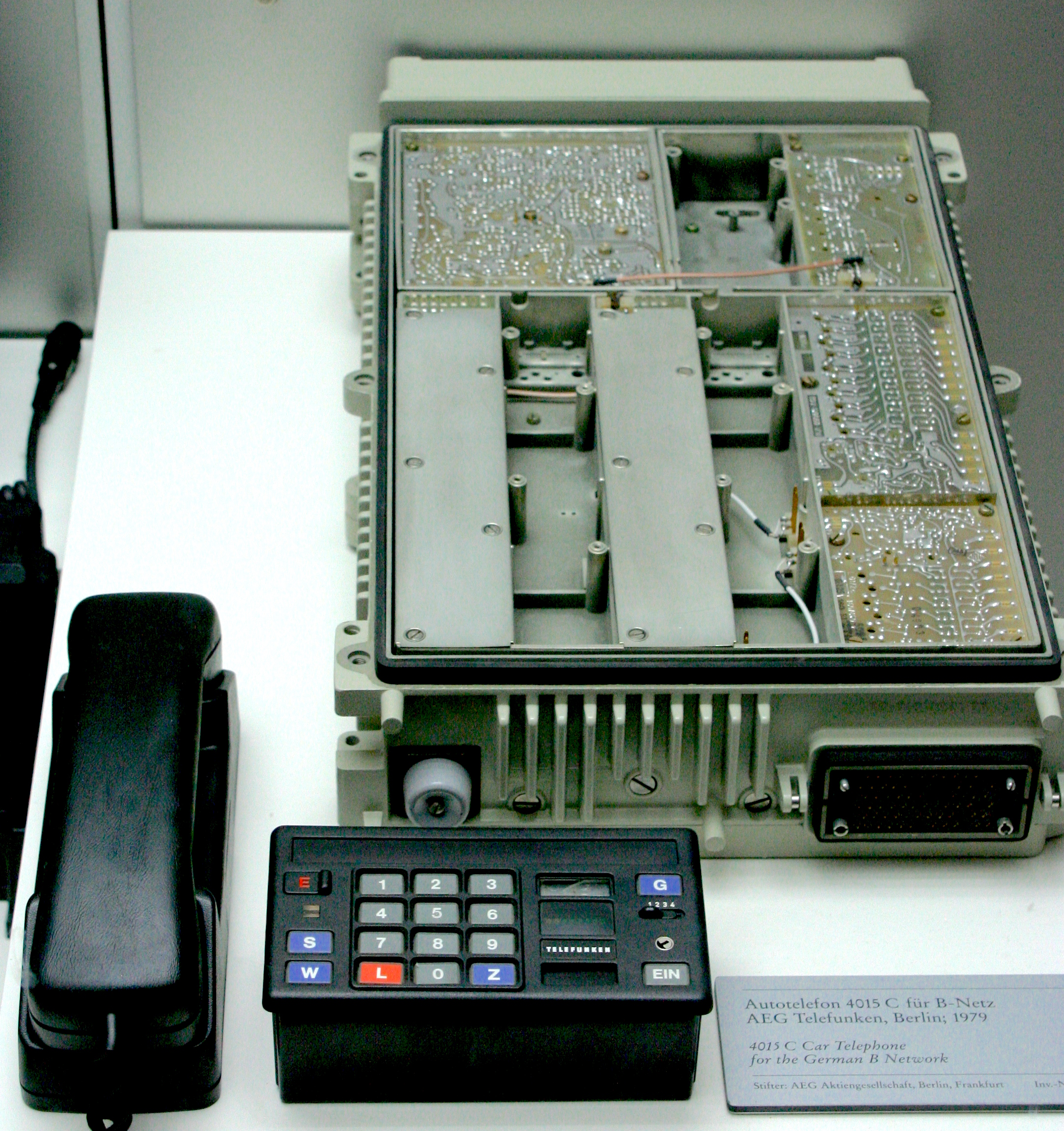
تلفن خودرو آلمانی در سال ۱۹۷۹

تلفن خودرو (به انگلیسی: Car phone) به دستگاه تلفن همراهی گفته می‌شود که برای نصب بر روی خودرو طراحی شده باشد. تلفن خودرو در بین سالهای ۱۹۷۰ تا ۱۹۸۰ میلادی محبوبیت بیشتری نسبت به تلفن همراه معمولی داشت. اما بعد از رونق گرفتن و استفاده عمومی از تلفن همراه بعد از سال ۱۹۹۰ استفاده از این وسیله به ندرت انجام می‌گیرد و بیشتر از تلفن همراه عادی استفاده می‌شود. همچنین در سالهای اخیر با اتصال تلفن همراه به خودرو می‌توان از آن به‌عنوان تلفن خودرو استفاده نمود.